# Solanum krauseanum
Solanum krauseanum là loài thực vật có hoa trong họ Cà. Loài này được Phil. miêu tả khoa học đầu tiên năm 1864.